# Estadio Miguel Alemán Valdés
El Estadio Miguel Alemán Valdés es un estadio de fútbol localizado en la ciudad de Celaya, Guanajuato, México. Fue inaugurado en 1954 y remodelado 40 años después para cumplir los lineamientos de la Federación Mexicana de Fútbol y ser sede de Primera División. En este estadio jugaron como local los equipos Celaya Fútbol Club (1958-1961) y Toros del Atlético Celaya (1994-2002) de la Primera División. Actualmente es utilizado por el Celaya Fútbol Club de la Liga de Expansión MX.

## Diseño
Tiene capacidad para 23 182 espectadores y su diseño asemeja al de los tradicionales estadios ingleses de tribunas laterales amplias y separadas de las grandes cabeceras, ambas muy cercanas a la cancha; en el año 1995 su pasto fue considerado el mejor de México. Tiene un diseño simple y las cabeceras no contaban con asientos, solo gradería de concreto, hasta la remodelación antes del comienzo de la temporada 2015-2016 en que el estadio se embutacó completamente. Se encuentra ubicado en la unidad deportiva Miguel Alemán Valdés.

## Historia
En este estadio jugaron sus últimos juegos oficiales como profesionales, tres míticas figuras del fútbol mundial: Hugo Sánchez, Míchel y Emilio Butragueño.
Ahí se disputó el juego de ida de la final de la temporada 1995-96 entre Atlético Celaya y el Club Necaxa, el 1 de mayo de 1996 dando como resultado 1-1.
En junio de 2016 se anunció que el estadio cambiaría de nombre a "Emilio Butragueño", lo cual negó Ramón Lemus, presidente municipal de Celaya, quien dijo que el estadio mantendría el mismo nombre.
El 6 de septiembre de 2019 fue sede de un encuentro amistoso entre la Selección sub-22 de México frente a la selección de Japón.

### Partidos destacados

#### Final de liga de Primera División
| 1 de mayo de 1996, Partido de ida, temporada 1995-96 | Atlético Celaya  | 1:1 | Necaxa        | Estadio Miguel Alemán Valdés, Celaya |  |
|                                                      | C. Hernández 57' |     | R. Peláez 25' |                                      |  |

#### Final de Primera división"A"
| 18 de junio de 1995, Partido de ida, temporada 1994-95 | Atlético Celaya | 0 - 0   | Pachuca | Estadio Miguel Alemán Valdés, Celaya                             |                                                                  |
|                                                        |                 | Reporte |         | Asistencia: 25 000 espectadores Árbitro(s): Arturo Brizio Carter | Asistencia: 25 000 espectadores Árbitro(s): Arturo Brizio Carter |

#### Final de la Liga de Expansión
| 12 de noviembre de 2022; Partido de vuelta del Apertura 2022 | Celaya          | 1:3 (0:1) | Atlante                                                            | Estadio Miguel Alemán Valdés, Celaya, Guanajuato |                                   |
| 17:00 (UTC -6)                                               | 47' Gael Acosta |           | 16' Christian Bermúdez · 111' Guillermo Allison · 114' César López | Árbitro(s): Mario Terrazas Chávez                | Árbitro(s): Mario Terrazas Chávez |

| 20 de noviembre de 2024 Partido de ida del Apertura 2024 | Celaya          | 1:2 (0:0) | Tapatío                      | Estadio Miguel Alemán Valdés, Celaya, Guanajuato                     |                                                                      |
| 19:00 (UTC -6)                                           | C. Baltazar 88' | Reporte   | T. Wilke 52' · G. García 74' | Asistencia: 18 425 espectadores Árbitro(s): Yonathan Peinado Aguirre | Asistencia: 18 425 espectadores Árbitro(s): Yonathan Peinado Aguirre |

#### Finales de Segunda división
| 18 de julio de 1975; Partido de vuelta, temporada 1975-76 | Linces del Tecnológico de Celaya | 2-2 | San Luis                                             | Estadio Miguel Alemán Valdés, Celaya |  |
|                                                           | Murguía 48' · Alfonso Oviedo 89' |     | 70' Guillermo Arciniegas · 95' Juan de Dios Castillo |                                      |  |

| 15 de diciembre de 2010; Partido de ida, Independencia 2010 | Celaya FC                                        | 3:2 (0:1) | Tampico Madero  | Estadio Miguel Alemán Valdés, Celaya, Guanajuato                   |                                                                    |
|                                                             | A. Riestra 56' · J. Garza 71' · J. Hernández 85' | Reporte   | 5', 49' E. Cruz | Asistencia: 15 000 espectadores Árbitro(s): Edgar Homero Ruiz Diaz | Asistencia: 15 000 espectadores Árbitro(s): Edgar Homero Ruiz Diaz |

#### Final de ascenso a la Liga de Ascenso
| 21 de mayo de 2011; Partido de vuelta, Temporada 2010-11 | Celaya | 3:1 | Chivas Rayadas | Estadio Miguel Alemán Valdés, Celaya |  |

#### Finales de Tercera división
| 29 de mayo de 1982; Partido de ida, Temporada 1981-82 | Celaya                                          | 3-0 | Poza Rica | Estadio Miguel Alemán Valdés, Celaya |  |
|                                                       | Raúl Ángel Mañón 37' (76) · Francisco Pérez 80' |     |           |                                      |  |

| 27 de mayo de 2023 Partido de único del Campeón de Campeones de la Temporada 2022-23 | Atlético Aragón | 0:2 (0:0) | Aguacateros de Peribán         | Estadio Miguel Alemán Valdés, Celaya, Guanajuato                  |                                                                   |
| 11:00 (UTC -6)                                                                       |                 | Reporte   | J. Pizano 66' · M. Barajas 73' | Asistencia: 1 000 espectadores Árbitro(s): Luis Enrique Santander | Asistencia: 1 000 espectadores Árbitro(s): Luis Enrique Santander |
| Aguacateros de Peribán campeón de la Liga TDP 2022-23                                |                 |           |                                |                                                                   |                                                                   |

#### Campeonato sub-20 de la Concacaf 2024
| 19 de julio de 2024 | Costa Rica | 1:1 (0:1) | Cuba         | Estadio Miguel Alemán Valdés, Celaya |                          |
| 17:06               | Cruz 52'   | Reporte   | Rodríguez 8' | Árbitra: Myriam Marcotte             | Árbitra: Myriam Marcotte |

| 19 de julio de 2024 | Estados Unidos                                                                                          | 9:0 (5:0) | Jamaica | Estadio Miguel Alemán Valdés, Celaya |                             |
| 20:06               | Vazquez 2', 3' · Soma 16', 20' · Medina 39' · Zambrano 54' · Ramos 67' · Berchimas 77' · Tsakiris 90+1' | Reporte   |         | Árbitro(s): Adonis Carrasco          | Árbitro(s): Adonis Carrasco |

| 22 de julio de 2024 | Jamaica | 0:3 (0:0) | Costa Rica                      | Estadio Miguel Alemán Valdés, Celaya |                                |
| 17:06               |         | Reporte   | Montero 50' · A. Rojas 67', 83' | Árbitro(s): Fernando Hernández       | Árbitro(s): Fernando Hernández |

| 22 de julio de 2024 | Cuba | 0:4 (0:2) | Estados Unidos                                        | Estadio Miguel Alemán Valdés, Celaya |                         |
| 20:06               |      | Reporte   | Kohler 15' · Gozo 26' · Habroune 58' · Zambrano 90+1' | Árbitro(s): Filip Dujic              | Árbitro(s): Filip Dujic |

- Nota: El estadio tenía programados originalmente once partidos del Campeonato sub-20 de la Concacaf 2024, incluyendo la final; sin embargo un hecho de violencia local antes de la jornada tres de la ronda grupal, y luego de disputarse ya cuatro partidos en el inmueble, obligó al retiro de la sede y el traslado de esta al Estadio León de la ciudad homónima.[7]

## Ficha técnica
- Alumbrado.
- Vestidores dobles.
- Instalaciones adjuntas de Oficinas Administrativas y de Prensa.
- Capacidad: 23 369 espectadores.
- Fue destacado como el mejor césped de México mientras el Atlético Celaya estaba en la Primera División de México